# Nieuwe Tolbrug

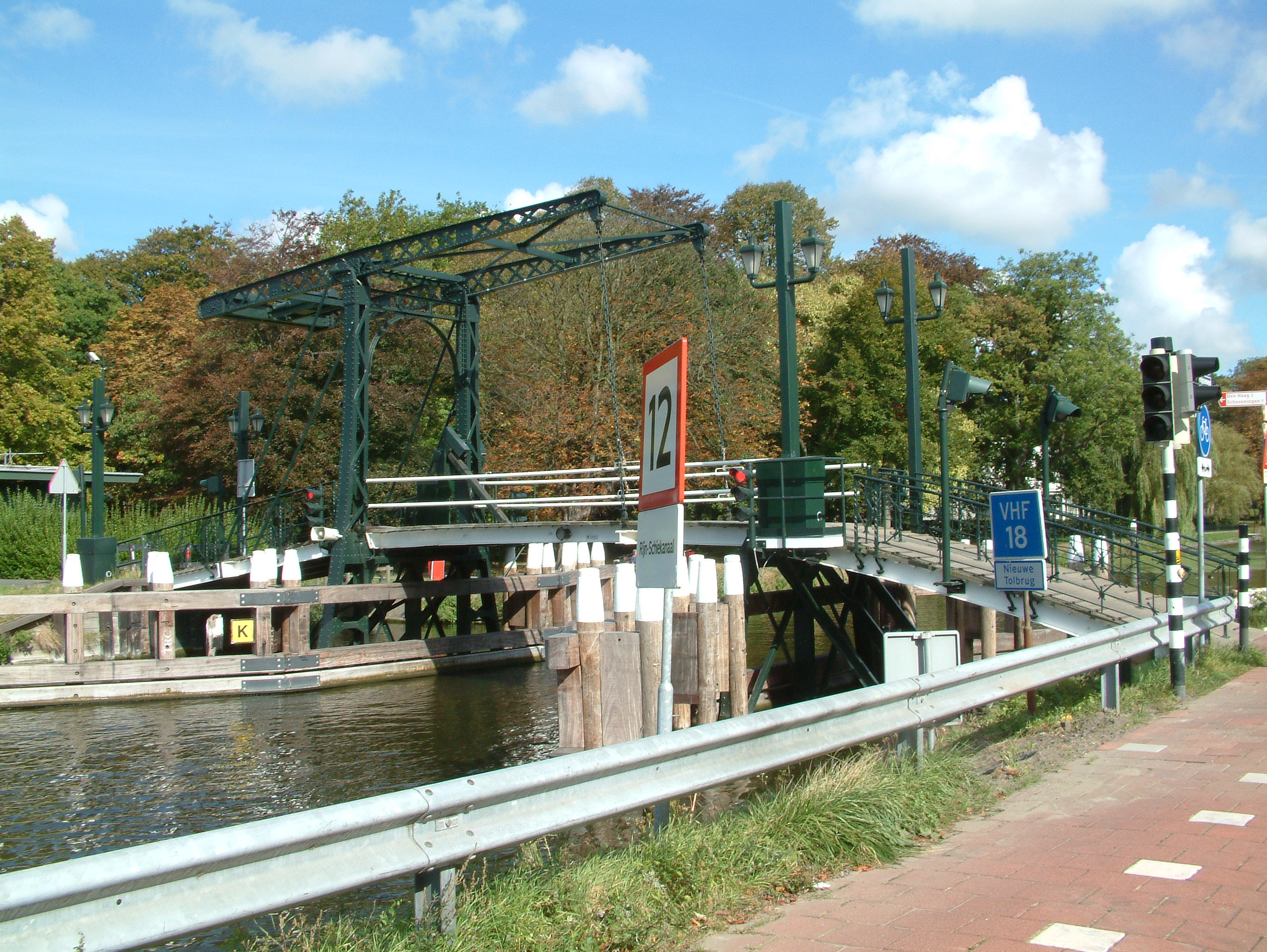

De Nieuwe Tolbrug in de Nederlandse plaats Voorburg (ook bekend als Kippenbrug) is een ophaalbrug over de Vliet uit het jaar 1891/1892. Bij de bouw was de brug uitgevoerd als vaste brug. In 1919 is de brug omgebouwd tot ophaalbrug. De brug is een rijksmonument.
De brug ligt tegenover familiepark Drievliet naast het punt waar de Vliet naar Leiden, de Haagvliet en de Delftse Vliet samenkomen. De Nieuwe Tolbrug kan alleen door voetgangers gebruikt. De nauwe doorvaartbreedte van 7,50 meter vergt stuurmanskunst van de binnenschippers die vanaf de Haagvliet richting Leiden varen. Op zomerse dagen is de brug populair bij de zwemmende jeugd uit de buurt.